# Катастрофа на „Сухой Суперджет“ в планината Салак през 2012 г.
На 9 май 2012 г. пътнически самолет „Сухой Суперджет 100-95“ изпълнява полет от летище „Халим Перданакусума“, Джакарта, Индонезия, с планирано кацане обратно на същото летище. Полетът е част от демонстрационна обиколка, наречена „Добре дошла, Азия!“, на която новият летателен апарат трябва да бъде показан на представители на различни местни авиокомпании, и е втори подобен полет за деня. Първоначално друг „Сухой Суперджет 100“ е предвиден да изпълни обиколката, но поради повреда той е заменен. Минути след излитане обаче самолетът се разбива в планината Салак, провинция Западна Ява, и убива всички 37 пътници и 8 членове на екипажа на борда.
Разследването заключава, че екипажът не познава района и игнорира предупрежденията за близост до терена, като неправилно ги приписва на неизправност в системата, тъй като видимостта му е затруднена поради гъста облачност. Установено е също, че екипажът и капитанът водят разговор с потенциални клиенти, които се намират в пилотската кабина. Това е първата катастрофа със „Сухой Суперджет 100“ и едновременно първата фатална.
Между 2002 г. и 2012 г. стават 7 авиационни катастрофи в района на планината Салак. 3 души загиват при катастрофа на учебен самолет, 18 души при катастрофа на военен самолет на индонезийските военновъздушни сили през 2008 г., 5 при катастрофа през юни 2004 г., 2 през април 2004 г., 7 през октомври 2003 г. и 1 през октомври 2002 г. Вестник „Джакарта Поуст“ нарича планината Салак „гробище на самолети“. Високата турбуленция и бързо променящите се метеорологични условия на планинския терен се посочват като фактори, които допринасят за множество авиационни катастрофи в района.